# نظریه عمومی اشتغال، بهره و پول
نظریهٔ عمومی اشتغال، بهره و پول نوشتهٔ جان مینارد کینز اقتصاددان انگلیسی است. کتاب که عموماً کتاب اصلی او دانسته می‌شود، به‌طور گسترده عامل شکل‌گیری و ترمینولوژِی اقتصاد کلان مدرن دانسته می‌شود. کتاب که در فوریه ۱۹۳۶ منتشر شد، انقلابی در نحوهٔ اندیشه اقتصاددانان ایجاد کرد و اقتصاد کلاسیک حاکم را به چالش کشید. پل ساموئلسون این تغییر را بنیادگذار اقتصاد کلان مدرن می‌داند.
استدلال اصلی نظریه عمومی این است که سطح اشتغال نه به سان اقتصاد نئوکلاسیک از روی بهای کار، بلکه بر اساس میزان هزینه کرد پول (تقاضای کل) تعیین می‌شود.